# BLONDIE GIRL
『BLONDIE GIRL』（ブロンディー・ガール）は、EARTHSHAKERのミニ・アルバム。

## 概要
自身初のミニ・アルバム。
3曲目と4曲目は、1983年8月17日に渋谷公会堂で開催された「HEAVY METAL REVOLUTION」に出演した際のライブ音源である。
1983年のアルバム『EARTHSHAKER』の2010年リマスター盤に、ボーナス・トラックとして収録された。
2017年11月8日には、Blu-spec CD仕様で再発売した。

## 収録曲
1. BLONDIE GIRL
  - 作詞・作曲：西田昌史
2. I NEED THE WOMAN
  - 作詞：西田昌史 / 作曲：石原慎一郎
3. EARTHSHAKER (LIVE)
4. MARIONETTE (LIVE)